# .tel
.tel je internetová generická doména nejvyššího řádu vyhrazená pro převod telefonních čísel na IP adresu.
Některými je kritizována že zbytečně konkuruje doméně .arpa, kde by mohla vzniknout doména tel.arpa, která by měla stejnou funkci (obdoba in-addr.arpa).
ICANN ji 10. května 2006 definitivně schválila k běžnému užívání.